# Célula espumosa
As células espumosas, também chamadas de macrófagos carregados de lipídios, são um tipo de célula que contém colesterol. Elas podem formar uma placa que pode levar à aterosclerose e desencadear ataques cardíacos e derrames.
As células espumosas são macrófagos M2 carregados de gordura que contêm lipoproteínas de baixa densidade (LDL). Elas são detectadas olhando uma placa de gordura ao microscópio após remoção do corpo. Seu nome vem da aparência espumosada dada pelas lipoproteínas à célula.
Apesar da conexão com as doenças cardiovasculares, essas células não são inerentemente perigosas.

## Formação
A formação de células espumosas é desencadeada por uma série de fatores, incluindo a absorção elevada de lipoproteínas de baixa densidade (LDL), um aumento da esterificação do colesterol e deficiência dos mecanismos de liberação do colesterol. As células espumosas são formadas quando as células derivadas de monócitos são recrutadas para uma lesão aterosclerótica ou depósito de gordura nas paredes dos vasos sanguíneos. O recrutamento é facilitado pelas moléculas P-selectina e E-selectina, molécula de adesão intercelular 1 (ICAM-1) e molécula de adesão celular vascular 1 (VCAM-1). Os monócitos são então capazes de penetrar na parede arterial. Uma vez no espaço subendotelial, a inflamação induz a diferenciação dos monócitos em macrófagos maduros. Os macrófagos são então internalizam lipoproteínas modificadas como a β-VLDL, AcLDL (acetilada) e OxLDL (oxidada) por meio de sua ligação aos receptores scavenger (SRs), como CD36 e SR-A na superfície do macrófago.
Esses receptores atuam como "receptores de reconhecimento de padrões " (PRRs) nos macrófagos e se ligar a oxLDL, que por sua vez promove a formação de células espumosas por meio da internalização dessas lipoproteínas. Os processos de endocitose, fagocitose e pinocitose também são responsáveis pela internalização de lipoproteínas.
Uma vez internalizadas, as lipoproteínas eliminadas são transportadas para endossomos ou lisossomos, onde os ésteres de colesteril são hidrolisados em colesterol livre pela lipase  lisossomal  O colesterol livre é transportado para o retículo endoplasmático onde é reesterificado pela colesterol aciltransferase e subsequentemente armazenado como gotículas de líquido citoplasmático. Essas gotículas são responsáveis pela aparência espumosa do macrófago e, portanto, pelo nome de células espumosas.  Nesse ponto, as células espumosas podem ser degradadas por meio da desesterificação e secreção de colesterol ou podem promover ainda mais o desenvolvimento de células espumosas e a formação de placas - um processo que depende do equilíbrio do colesterol livre e do colesterol esterificado.

## Composição
O colesterol de lipoproteína de baixa densidade (LDL) e formas modificadas como o LDL oxidado, glicado ou acetilado,  são armazenados por células espumosas e marcam aterosclerose. A absorção de colesterol de LDL por si só não causa a formação de células espumosas. LDLs modificados afetam o metabolismo do LDL nativo, contribuindo para a formação de células espumosas quando os níveis de LDL estão altos.
A manutenção das células espumosas e a formação de placas são causadas pela secreção de quimiocinas e citocinas por macrófagos e células espumosas. As células espumosas secretam citocinas pró-inflamatórias, como as interleucinas: IL-1, IL-6; fator de necrose tumoral (TNF); quimiocinas: CCL2, CCL5, CXCL1; bem como fatores de retenção de macrófagos. Os macrófagos dentro da área da lesão aterosclerótica têm menor capacidade de migrar, o que promove ainda mais a formação de placas, pois são capazes de secretar citocinas, quimiocinas, espécies reativas de oxigênio (ROS) e fatores de crescimento que estimulam a captação de lipoproteínas modificadas e a proliferação de células do músculo liso vascular (VSMC).
Na hiperlipidemia crônica, as lipoproteínas agregam-se na túnica íntima dos vasos sanguíneos e tornam-se oxidadas pela ação de radicais livres de oxigênio gerados por macrófagos ou células endoteliais. Os macrófagos engolfam as lipoproteínas de baixa densidade (LDLs) oxidadas por endocitose via receptores necrófagos, que são distintos dos receptores LDL. O LDL oxidado se acumula nos macrófagos e outros fagócitos, que são então conhecidos como células espumosas. As células espumosas formam as estrias gordurosas das placas de ateroma na túnica íntima das artérias.
As células espumosas não são perigosas como tais, mas podem se tornar um problema quando se acumulam criando um centro necrótico de aterosclerose. Se a capa fibrosa que  se rompe, pode-se formar um trombo que pode levar à oclusão de vasos menores. A oclusão de pequenos vasos resulta em isquemia e contribui para problemas como acidente vascular cerebral e infarto do miocárdio, duas das principais causas de morte relacionada ao sistema cardiovascular.
As células espumosas são muito pequenas e só podem ser realmente detectadas examinando-se uma placa de gordura ao microscópio depois de removida do corpo. A detecção geralmente envolve a coloração de seções do seio aórtico ou da artéria com Oil Red O (ORO) seguido por imagem e análise de computador; ou de coloração com vermelho do Nilo. Além disso, a microscopia fluorescente ou citometria de fluxo podem ser usadas para detectar a captação de OxLDL quando OxLDL foi marcado com 1,1′-dioctadecil-3,3,3′3′-tetra-metilindocianeto percolorato (DiI-OxLDL).

## Degradação
A degradação das células espumosas ou, mais especificamente, a quebra de colesteróis esterificados, é facilitada por uma série de receptores. O colesterol esterificado nas gotículas citoplasmáticas é mais uma vez hidrolisado em colesterol livre pela esterase de colesterol ácido. O colesterol livre pode então ser secretado do macrófago pelo efluxo para os discos ApoA1 e ApoE por meio do receptor ABCA1. Esta via é geralmente usada por lipoproteínas modificadas o como AcLDL, OxLDL e βVLDL. O colestero livre também pode ser transportado para um compartimento de reciclagem através do efluxo para ApoA1 contendo HDLs (lipoproteínas de alta densidade) por meio de difusão aquosa ou transporte através dos receptores SR-B1 ou ABCG1.

## Doenças infecciosas
Macrófagos espumosos também são encontrados em doenças causadas por patógenos que persistem no corpo, como Chlamydia, Toxoplasma ou Mycobacterium tuberculosis. Na tuberculose (TB), os lipídios bacterianos impedem os macrófagos de bombear o excesso de LDL, fazendo com que se transformem em células espumosas ao redor dos granulomas da TB no pulmão. O colesterol constitui uma rica fonte de alimento para as bactérias. À medida que os macrófagos morrem, a massa de colesterol no centro do granuloma torna-se uma substância fibrosa chamada caseum.

## Outras condições
As células espumosas podem se formar em torno do silicone que vazou de implantes mamários. Macrófagos alveolares carregados de lipídios, também conhecidos como células espumosas pulmonares, são encontrados em amostras de lavagem broncoalveolar em algumas doenças respiratórias.